# Асунсион дел Морал (Сан Салвадор Уисколотла)
Асунсион дел Морал (шп. Asunción del Moral) насеље је у Мексику у савезној држави Пуебла у општини Сан Салвадор Уисколотла. Насеље се налази на надморској висини од 2020 м.

## Становништво
Према подацима из 2010. године у насељу су живела 4 становника.

### Хронологија
| Година       | 2000       | 2005 | 2010 |
| ------------ | ---------- | ---- | ---- |
| Становништво | 12 (8 / 4) | 5    | 4    |

### Попис
| # | Индикатор                     | Вредност |
| - | ----------------------------- | -------- |
| 1 | Укупно домаћинстава           | 2        |
| 2 | Укупно насељених домаћинстава | 2        |
| 3 | Величина локације             | 1        |